# نلی تاراکانووا
نلی تاراکانووا (اوکراینی: Неллі Юріївна Тараканова؛ زادهٔ ۹ سپتامبر ۱۹۵۴) قایقران روئینگ اهل اوکراین است.